# Miguel Gutiérrez (intendente)
Miguel Gutiérrez Salina (n. Santiago del Estero, 13 de septiembre de 1821 - f. La Plata, Buenos Aires, 27 de enero de 1893) fue un político argentino que por primera vez ejerció el cargo de intendente de la antigua Villa Formosa, el 26 de mayo de 1883. 
Su padre el teniente coronel José Gutiérrez, participó en las invasiones inglesas y en el cruce de los Andes, comandado por José de San Martín. Su madre fue Mónica Fraile Salina, de la cual Miguel adoptó su segundo apellido.
En su juventud trabajó de estanciero, y luego viajó a Francia donde cursó sus estudios secundarios y universitarios, recibiéndose de abogado en 1863. En 1865 buscó asilo en nuevamente en Francia, debido a la Guerra de la Tripe Alianza, al finalizar, en 1870, vuelve a Santiago del Estero en su ciudad natal.
En 1873, viaja al Chaco Boreal donde escribe su novela Crónicas del Chaco. En 1879 acompañó a Fontana, en la fundación, para luego ser electo intendente de la reciente Villa Formosa, el 26 de mayo de 1883. Ocupó ese cargo hasta 1885, cuando es electo Carlos Cleto Castañeda. Ya impotente con 62 años viaja a la Ciudad de la Plata, en 1886. Allí falleció en 1893, cuando contrajo una enfermedad grave.